# Danh sách đĩa đơn quán quân Hot 100 năm 1991 (Mỹ)
Đây là danh sách những ca khúc đứng đầu Billboard Hot 100 do tạp chí Billboard đưa ra của năm 1991

## Lịch sử xếp hạng
| Ngày phát hành   | Bài hát                                      | Nghệ sĩ                                                    |
| ---------------- | -------------------------------------------- | ---------------------------------------------------------- |
| Tháng 1 ngày 5   | "Justify My Love"                            | Madonna                                                    |
| Tháng 1 ngày 12  | "Justify My Love"                            | Madonna                                                    |
| Tháng 1 ngày 19  | "Love Will Never Do (Without You)"           | Janet Jackson                                              |
| Tháng 1 ngày 26  | "The First Time"                             | Surface                                                    |
| Tháng 2 ngày 2   | "The First Time"                             | Surface                                                    |
| Tháng 2 ngày 9   | "Gonna Make You Sweat (Everybody Dance Now)" | C+C Music Factory featuring Freedom Williams               |
| Tháng 2 ngày 16  | "Gonna Make You Sweat (Everybody Dance Now)" | C+C Music Factory featuring Freedom Williams               |
| Tháng 2 ngày 23  | "All the Man That I Need"                    | Whitney Houston                                            |
| Tháng 3 ngày 2   | "All the Man That I Need"                    | Whitney Houston                                            |
| Tháng 3 ngày 9   | "Someday"                                    | Mariah Carey                                               |
| Tháng 3 ngày 16  | "Someday"                                    | Mariah Carey                                               |
| Tháng 3 ngày 23  | "One More Try"                               | Timmy T                                                    |
| Tháng 3 ngày 30  | "Coming Out of the Dark"                     | Gloria Estefan                                             |
| Tháng 4 ngày 6   | "Coming Out of the Dark"                     | Gloria Estefan                                             |
| Tháng 4 ngày 13  | "I've Been Thinking About You"               | Londonbeat                                                 |
| Tháng 4 ngày 20  | "You're in Love"                             | Wilson Phillips                                            |
| Tháng 4 ngày 27  | "Baby Baby"                                  | Amy Grant                                                  |
| Tháng 5 ngày 4   | "Baby Baby"                                  | Amy Grant                                                  |
| Tháng 5 ngày 11  | "Joyride"                                    | Roxette                                                    |
| Tháng 5 ngày 18  | "I Like the Way (The Kissing Game)"          | Hi-Five                                                    |
| Tháng 5 ngày 25  | "I Don't Wanna Cry"                          | Mariah Carey                                               |
| Tháng 6 ngày 1   | "I Don't Wanna Cry"                          | Mariah Carey                                               |
| Tháng 6 ngày 8   | "More Than Words"                            | Extreme                                                    |
| Tháng 6 ngày 15  | "Rush Rush"                                  | Paula Abdul                                                |
| Tháng 6 ngày 22  | "Rush Rush"                                  | Paula Abdul                                                |
| Tháng 6 ngày 29  | "Rush Rush"                                  | Paula Abdul                                                |
| Tháng 7 ngày 6   | "Rush Rush"                                  | Paula Abdul                                                |
| Tháng 7 ngày 13  | "Rush Rush"                                  | Paula Abdul                                                |
| Tháng 7 ngày 20  | "Unbelievable"                               | EMF                                                        |
| Tháng 7 ngày 27  | "(Everything I Do) I Do It for You"          | Bryan Adams                                                |
| Tháng 8 ngày 3   | "(Everything I Do) I Do It for You"          | Bryan Adams                                                |
| Tháng 8 ngày 10  | "(Everything I Do) I Do It for You"          | Bryan Adams                                                |
| Tháng 8 ngày 17  | "(Everything I Do) I Do It for You"          | Bryan Adams                                                |
| Tháng 8 ngày 24  | "(Everything I Do) I Do It for You"          | Bryan Adams                                                |
| Tháng 8 ngày 31  | "(Everything I Do) I Do It for You"          | Bryan Adams                                                |
| Tháng 9 ngày 7   | "(Everything I Do) I Do It for You"          | Bryan Adams                                                |
| Tháng 9 ngày 14  | "The Promise of a New Day"                   | Paula Abdul                                                |
| Tháng 9 ngày 21  | "I Adore Mi Amor"                            | Color Me Badd                                              |
| Tháng 9 ngày 28  | "I Adore Mi Amor"                            | Color Me Badd                                              |
| Tháng 10 ngày 5  | "Good Vibrations"                            | Marky Mark and the Funky Bunch featuring Loleatta Holloway |
| Tháng 10 ngày 12 | "Emotions"                                   | Mariah Carey                                               |
| Tháng 10 ngày 19 | "Emotions"                                   | Mariah Carey                                               |
| Tháng 10 ngày 26 | "Emotions"                                   | Mariah Carey                                               |
| Tháng 11 ngày 2  | "Romantic"                                   | Karyn White                                                |
| Tháng 11 ngày 9  | "Cream"                                      | Prince và New Power Generation                             |
| Tháng 11 ngày 16 | "Cream"                                      | Prince và New Power Generation                             |
| Tháng 11 ngày 23 | "When a Man Loves a Woman"                   | Michael Bolton                                             |
| Tháng 11 ngày 30 | "Set Adrift on Memory Bliss"                 | P.M. Dawn                                                  |
| Tháng 12 ngày 7  | "Black or White"                             | Michael Jackson                                            |
| Tháng 12 ngày 14 | "Black or White"                             | Michael Jackson                                            |
| Tháng 12 ngày 21 | "Black or White"                             | Michael Jackson                                            |
| Tháng 12 ngày 28 | "Black or White"                             | Michael Jackson                                            |